# Cystangium
Cystangium là một chi nấm trong họ Russulaceae. Chi này gồm 32 loài phân bố ở Úc và Nam Mỹ.